# Пол-Анри Матје
Пол-Анри Матје (фр. Paul-Henri Mathieu, Стразбур, Француска, 12. јануар 1982) је бивши француски тенисер који је свој најбољи пласман у синглу остварио у априлу 2008. када је заузимао 12. место на АТП листи.
Као талентован јуниор провео је неколико година на академији Ника Болетерија.
Победник је јуниорског Ролан Гароса 2000.
Кроз читаву каријеру је имао пехове са повредама због чега није у потпуности искористио сав свој таленат и потенцијал.
Играо је финала десет АТП турнира, од којих је тријумфовао у четири: у Москви и Лиону 2002, као и Казабланки и Гштаду 2007.
Освојио је и једну титулу у дублу (Букурешт 2008).
На ОИ у Пекингу 2008. је стигао до четвртфинала у синглу.

## АТП финала

### Појединачно: 10 (4–6)
| Легенда                        |
| ------------------------------ |
| Гренд слем турнири (0–0)       |
| Завршно првенство сезоне (0–0) |
| АТП мастерс 1000 (0–0)         |
| АТП 500 (0–1)                  |
| АТП 250 (4–5)                  |

| Финала по подлози |
| ----------------- |
| Тврда (0–3)       |
| Шљака (2–3)       |
| Трава (0–0)       |
| Тепих (2–0)       |

| Финала по локацији |
| ------------------ |
| Отворено (2–3)     |
| Дворана (2–3)      |

| Исход     | Бр. | Датум               | Турнир             | Подлога   | Противник         | Резултат           |
| --------- | --- | ------------------- | ------------------ | --------- | ----------------- | ------------------ |
| Победник  | 1.  | 6. октобар 2002.    | Москва, Русија     | Тепих (д) | Сјенг Шалкен      | 4–6, 6–2, 6–0      |
| Победник  | 2.  | 13. октобар 2002.   | Лион, Француска    | Тепих (д) | Густаво Киртен    | 4–6, 6–3, 6–1      |
| Финалиста | 1.  | 28. септембар 2003. | Палермо, Италија   | Шљака     | Николас Масу      | 6–1, 2–6, 6–7(0–7) |
| Победник  | 3.  | 29. април 2007.     | Казабланка, Мароко | Шљака     | Алберт Монтањес   | 6–1, 6–1           |
| Победник  | 4.  | 15. јул 2007.       | Гштад, Швајцарска  | Шљака     | Андреас Сепи      | 6–7(1–7), 6–4, 7–5 |
| Финалиста | 2.  | 14. октобар 2007.   | Москва, Русија     | Тврда (д) | Николај Давиденко | 5–7, 6–7(9–11)     |
| Финалиста | 3.  | 5. октобар 2008.    | Мец, Француска     | Тврда (д) | Дмитриј Турсунов  | 6–7(6–8), 6–1, 4–6 |
| Финалиста | 4.  | 26. јул 2009.       | Хамбург, Немачка   | Шљака     | Николај Давиденко | 4–6, 2–6           |
| Финалиста | 5.  | 8. август 2015.     | Кицбил, Аустрија   | Шљака     | Филип Колшрајбер  | 6–2, 2–6, 2–6      |
| Финалиста | 6.  | 7. фебруар 2016.    | Монпеље, Француска | Тврда (д) | Ришар Гаске       | 5–7, 4–6           |

### Парови: 2 (1–1)
| Легенда                        |
| ------------------------------ |
| Гренд слем турнири (0–0)       |
| Завршно првенство сезоне (0–0) |
| АТП мастерс 1000 (0–0)         |
| АТП 500 (0–1)                  |
| АТП 250 (1–0)                  |

| Финала по подлози |
| ----------------- |
| Тврда (0–0)       |
| Шљака (1–1)       |
| Трава (0–0)       |
| Тепих (0–0)       |

| Финала по локацији |
| ------------------ |
| Отворено (1–1)     |
| Дворана (0–0)      |

| Исход     | Бр. | Датум               | Турнир             | Подлога | Партнер        | Противници                           | Резултат                     |
| --------- | --- | ------------------- | ------------------ | ------- | -------------- | ------------------------------------ | ---------------------------- |
| Победник  | 1.  | 13. септембар 2008. | Букурешт, Румунија | Шљака   | Никола Девилде | Маријуш Фирстенберг Марћин Матковски | 7–6(7–4), 6–7(9–11), [22–20] |
| Финалиста | 1.  | 25. јул 2010.       | Хамбург, Немачка   | Шљака   | Жереми Шарди   | Давид Мареро Марк Лопез              | 3–6, 6–2, [8–10]             |

## Остала финала

### Тимска такмичења: 1 (0–1)
| Исход     | Бр. | Датум                  | Турнир                       | Подлога   | Партнери                                       | Противници                                                   | Резултат | Извор |
| --------- | --- | ---------------------- | ---------------------------- | --------- | ---------------------------------------------- | ------------------------------------------------------------ | -------- | ----- |
| Финалиста | 1.  | 29. нов – 1. дец 2002. | Дејвис куп, Париз, Француска | Шљака (д) | Себастијан Грожан Никола Ескиде Фабрис Санторо | Марат Сафин Јевгениј Кафељников Михаил Јужни Андреј Стољаров | 2–3      | [ 2 ] |